# Druid Hills (Geòrgia)
Druid Hills és una concentració de població designada pel cens dels Estats Units a l'estat de Geòrgia. Segons el cens del 2000 tenia 12.741 habitants.

## Demografia
Segons el cens del 2000, Druid Hills tenia 12.741 habitants, 4.627 habitatges, i 2.040 famílies. La densitat de població era de 1.174,1 habitants/km².
Dels 4.627 habitatges en un 18,9% hi vivien nens de menys de 18 anys, en un 37,5% hi vivien parelles casades, en un 4,7% dones solteres, i en un 55,9% no eren unitats familiars. En el 37,4% dels habitatges hi vivien persones soles el 10% de les quals corresponia a persones de 65 anys o més que vivien soles. El nombre mitjà de persones vivint en cada habitatge era de 2,06 i el nombre mitjà de persones que vivien en cada família era de 2,8.
Per edats la població es repartia de la següent manera: un 13% tenia menys de 18 anys, un 30,2% entre 18 i 24, un 30,7% entre 25 i 44, un 16,5% de 45 a 60 i un 9,6% 65 anys o més.
L'edat mediana era de 28 anys. Per cada 100 dones de 18 o més anys hi havia 88,2 homes.
La renda mediana per habitatge era de 62.953 $ i la renda mediana per família de 106.196 $. Els homes tenien una renda mediana de 57.017 $ mentre que les dones 45.458 $. La renda per capita de la població era de 34.829 $. Entorn del 2,3% de les famílies i el 7,7% de la població estaven per davall del llindar de pobresa.

## Poblacions més properes
El següent diagrama mostra les poblacions més properes.